# Šajkača

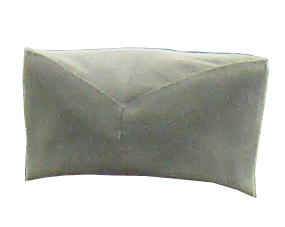
Šajkača

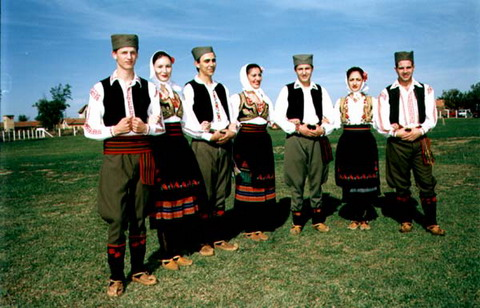
Šajkača jako doplněk srbského lidového kroje

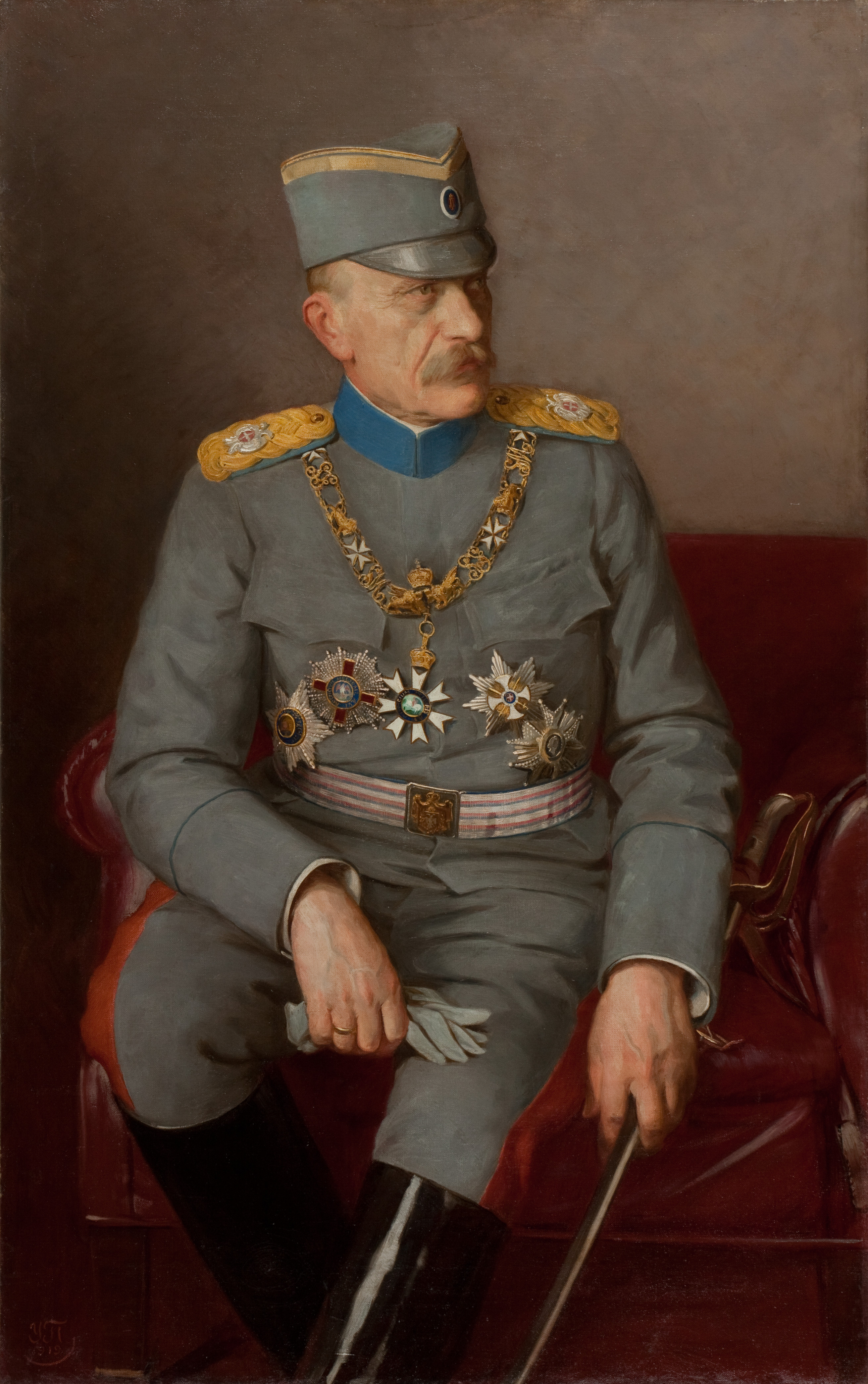
Srbský generál Živojin Mišić - ilustrace užití této čepice v armádě.

Šajkača (v srbské cyrilici Шајкача) je typická srbská čepice, vyráběná z materiálu známého jako šajak. Typicky je zploštělá a má mírně prohnutou vrchní část.
Původně ji nosili srbští vojáci v Rakousko-Uhersku.[zdroj?] Poprvé se objevuje kolem roku 1870, později (po první světové válce) se ale rozšířila a dnes patří mezi typické srbské kulturní prvky. Kromě armády ji používaly všechny možné jiné ozbrojené formace Srbů, které v minulosti existovaly. Popularitu získala také i mezi lidmi z venkova, hlavně v centrálním Srbsku. V dobách komunistické Jugoslávie byla nahrazena "titovkou", která se ji trochu podobala, ovšem spíše připomínala čepice Rudé armády z druhé světové války.
Dnešní srbská armáda ji opět používá. Nechvalně se ovšem proslavily i osobnosti z konce 20. století; šajkaču používaly ozbrojené formace Srbů během jugoslávských válek, jako např. Radovan Karadžić. Proto bývá velmi často vnímána jako symbol srbského nacionalismu.

## Zajímavosti
- Srbská politická strana SPO stylizovala své logo tak, že písmeno "П" připomíná prohnutou horní část této čepice.